# بليك موريسون
بليك موريسون (بالإنجليزية: Blake Morrison)‏‏ (8 أكتوبر 1950 - ) شاعر، وكاتب، وروائي، ومؤلف من المملكة المتحدة.

## الجوائز
- جائزة أريك غريغوري [الإنجليزية]‏
- E. M. Forster Award [الإنجليزية]‏
- زميل في الجمعية الملكية للأدب

## روابط خارجية
- بليك موريسون على موقع IMDb (الإنجليزية)
- بليك موريسون على موقع الموسوعة البريطانية (الإنجليزية)
- بليك موريسون على موقع ميوزك برينز (الإنجليزية)
- بليك موريسون على موقع قاعدة بيانات الفيلم (الإنجليزية)